# Szaundra Diedrich
Szaundra Diedrich (* 18. Mai 1993 in Brilon) ist eine deutsche Judoka, die unter anderem eine Bronzemedaille bei den Europameisterschaften 2015 gewinnen konnte.

## Leben und sportliche Karriere
Diedrich begann ihre sportliche Karriere beim TV Brilon. Durch zahlreiche Erfolge in der Jugend wurde sie im Jahr 2008 in den Top-Kader Nordrhein-Westfalen aufgenommen. Seitdem sie im Jahr 2009 beim Europäischen Olympischen Jugendfestival in Tampere gewinnen konnte, trainiert Diedrich am Bundesleistungszentrum in Köln, wo sie bis 2013 im Sportinternat lebte. Seit 2010 ist sie im C-Kader des Deutschen Judobundes und gewann bei den Junioren dreimal die Deutsche Meisterschaft (2010, 2012, 2013), mehrere Medaillen bei Europacups, bei den Europameisterschaften im Jahr 2012 die Bronzemedaille und bei den Weltmeisterschaften im Jahr 2013 ebenfalls eine Bronzemedaille im Einzel- und Teamwettbewerb. Aufgrund ihrer Erfolge zählt sie seit 2014 offiziell zum Nachwuchs-Elite-Team Nordrhein-Westfalen. Seit dem 1. Januar 2014 startet sie bei den Frauen. Hier konnte sie eine Silbermedaille bei den Deutschen Meisterschaften gewinnen. Nach zwei fünften Plätzen bei den Grand Prix’ in Zagreb und Budapest, konnte sie beim Grand Prix in Astana 2014 ihre erste Medaille in dieser Turnierserie erkämpfen. Darauf folgte die Silbermedaille beim Heim Grand Prix in Düsseldorf. Ihren bis dahin größten Erfolg konnte Szaundra Diedrich beim Grand-Prix-Turnier im georgischen Tiflis feiern. Im Finale erzielte sie einen Überraschungssieg gegen die zweimalige Weltmeisterin Gevrise Emane aus Frankreich. Drei Monate später gewann sie eine Bronzemedaille bei den im Rahmen der Europaspiele 2015 ausgetragenen Europameisterschaften. 2017 gewann sie den Titel bei den Deutschen Meisterschaften. 2019 wurde sie Polizeieuropameisterin.
Neben der sportlichen Karriere legte sie im Jahr 2013 erfolgreich das Abitur am Hildegard-von-Bingen-Gymnasium in Köln ab. Danach arbeitete sie professionell an ihrer Judokarriere.

## Erfolge
- 2019
  - 1. Platz Polizei-Europameisterschaften

- 2018
  - 3. Platz Grand Slam Düsseldorf

- 2017
  - 1. Platz European Open Minsk
  - 1. Platz European Open Sofia
  - 1. Platz Deutsche Meisterschaften

- 2015
  - 3. Platz Europameisterschaften Baku
  - 1. Platz Grand Prix Tbilisi
  - 2. Platz Grand Prix Düsseldorf

- 2014
  - 1. Platz European Club Championships (JSV Speyer)
  - 1. Platz European Cup Celje
  - 1. Platz European Cup Málaga
  - 1. Platz European Cup Slowenien
  - 2. Platz Deutsche Meisterschaften Ettlingen
  - 2. Platz European Open Sofia
  - 2. Platz European Open Warschau
  - 3. Platz Grand Prix Astana
  - 5. Platz Grand Prix Zagreb
  - 5. Platz Grand Prix Budapest
  - 5. Platz Grand Slam Tokio

- 2013
  - 1. Platz Deutsche Meisterschaften Frankfurt/Oder (U21)
  - 3. Platz European Cup Berlin (U21)
  - 3. Platz European Cup Lyon (U21)
  - 3. Platz World Championships Ljubljana (U21)
  - 3. Platz World Team Championships (U21)

## Auszeichnungen
- Nordrhein-Westfälischer Topkader seit 2008
- C-Bundeskader des Deutschen Judobundes seit 2010
- Nachwuchs-Elite Team Nordrhein-Westfalen Seit 2014
- B-Bundeskader des Deutschen Judobundes seit 2014
- Kölner Nachwuchssportlerin des Jahres 2013[7]